# Lijst van oorlogsmonumenten in Meerssen
De Nederlandse gemeente Meerssen heeft 4 oorlogsmonumenten. Hieronder een overzicht.
| Nr.  | Object                                      | Herdachte groep                                    | Ontwerper                                                                               | Onthulling        | Type            | Locatie                          | Plaats     | Coördinaten                   | Foto                                        |
| ---- | ------------------------------------------- | -------------------------------------------------- | --------------------------------------------------------------------------------------- | ----------------- | --------------- | -------------------------------- | ---------- | ----------------------------- | ------------------------------------------- |
| 1802 | Oorlogsmonument aan de Sint-Catharinastraat | ter herinnering aan de inslag van twee V2-raketten | Jean Weerts & Eugène Quanjel                                                            | 1947              | beeld/sculptuur | Sint-Catharinastraat 61, 6235 BD | Ulestraten | 50° 54' 16" NB, 5° 46' 46" OL | Oorlogsmonument aan de Sint-Catharinastraat |
| 1808 | Bevrijdingsmonument                         | algemeen                                           | Ir. A. Lemmens, Jean Weerts                                                             | 4 april 1950      | gedenksteen     | Oostbroek, 6243 CC               | Geulle     | 50° 54' 54" NB, 5° 44' 39" OL | Bevrijdingsmonument                         |
| 2068 | Vredeskapel                                 | algemeen, burgerslachtoffers                       | Joseph Cuypers (kapel), Charles Eyck (ontwerp beelden), Giel Lahey (uitvoering beelden) | 29 september 1940 | kapel           | Markt 23, 6231 LR                | Meerssen   | 50° 53' 2" NB, 5° 45' 17" OL  | Vredeskapel                                 |
| 2249 | Herdenkingskapel                            | overig                                             | Josef Kerckhoffs                                                                        |                   | kapel           | Moorveldsberg, 6243 AZ           | Moorveld   | 50° 55' 9" NB, 5° 45' 16" OL  | Herdenkingskapel                            |
|      | Stolpersteine                               | vervolgden Nederland                               | Gunter Demnig                                                                           |                   | reliëf          |                                  |            |                               |                                             |

Beek ·
Beekdaelen ·
Beesel ·
Bergen ·
Brunssum ·
Echt-Susteren ·
Eijsden-Margraten ·
Gennep ·
Gulpen-Wittem ·
Heerlen ·
Horst aan de Maas ·
Kerkrade ·
Landgraaf ·
Leudal ·
Maasgouw ·
Maastricht ·
Meerssen ·
Mook en Middelaar ·
Nederweert ·
Peel en Maas ·
Roerdalen ·
Roermond ·
Simpelveld ·
Sittard-Geleen ·
Stein ·
Vaals ·
Valkenburg aan de Geul ·
Venlo ·
Venray ·
Voerendaal ·
Weert